# Виступи граніту в с. Актове на річці Мертвовод
Пам'ятку природи місцевого значення «Виступи граніту в с.Актове на річці Мертвовод» було оголошено рішенням виконкому Миколаївської обласної ради депутатів трудящих від 13.09.1983 № 394 на землях Вознесенського району Миколаївської області (радгосп ім. Докучаєва).
Площа — 5 га.

## Характеристика
Виступи граніту в с. Актове на річці Мертвовод включено до заказника «Актове».

## Скасування
Рішенням Миколаївського облвиконкому від 23.10.1984 року № 448 «Про мережу території та об'єктів природно-заповідного фонду області» відбулося скасування статусу. Згодом об'єкт увійшов до новоствореного національного природного парку «Бузький гард»..